# An der Meerkatz
An der Meerkatz ist der Name einer Straße in der Trierer Innenstadt. Sie verbindet die Liebfrauenstraße mit der Mustorstraße. Der Name der Straße leitet sich von einem Haus „Zur Meerkatz“ ab, das in der Straße ab 1481 stand. Als die Kartäuser 1764 in der Straße neue Häuser errichteten, wurde das alte Gebäude zwar abgerissen, aber der Hausname übernommen.  Im Zuge der Straße befinden sich eine übereck gestellte Reliefplatte, ein barockes Spolien sowie eine Skulpturnische mit einer Marienstatue.

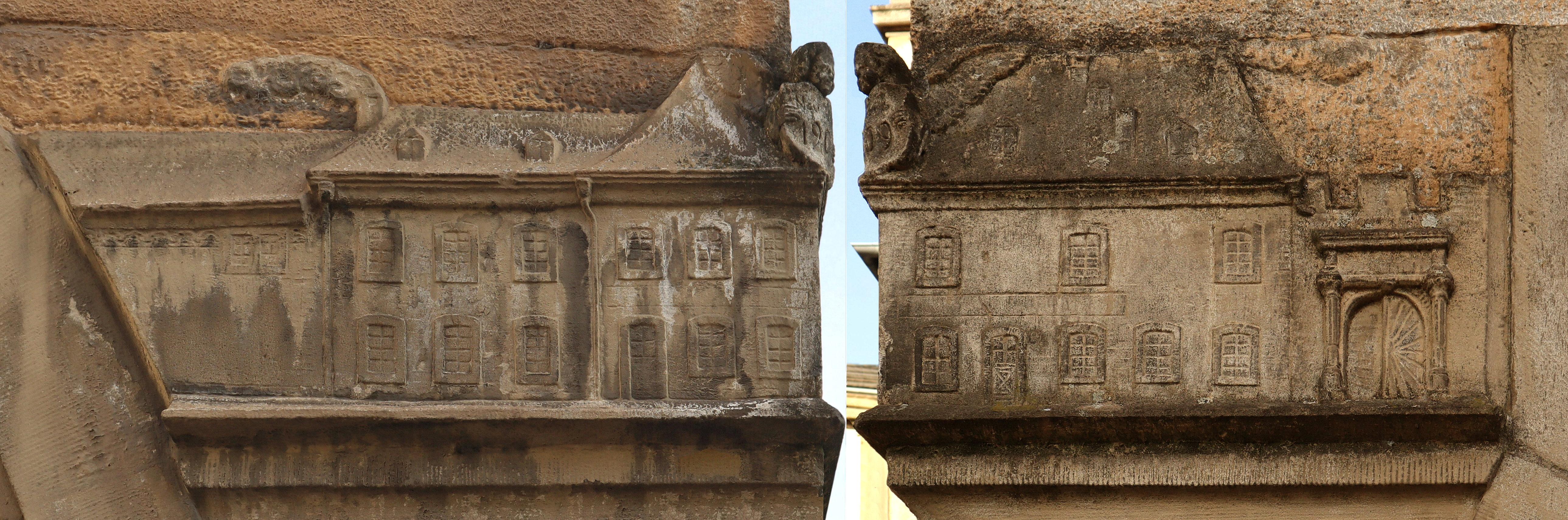
Übereck gestellte Reliefplatte, bezeichnet 1909, Ecke: An der Meerkatz 2/Liebfrauenstr. 4a.
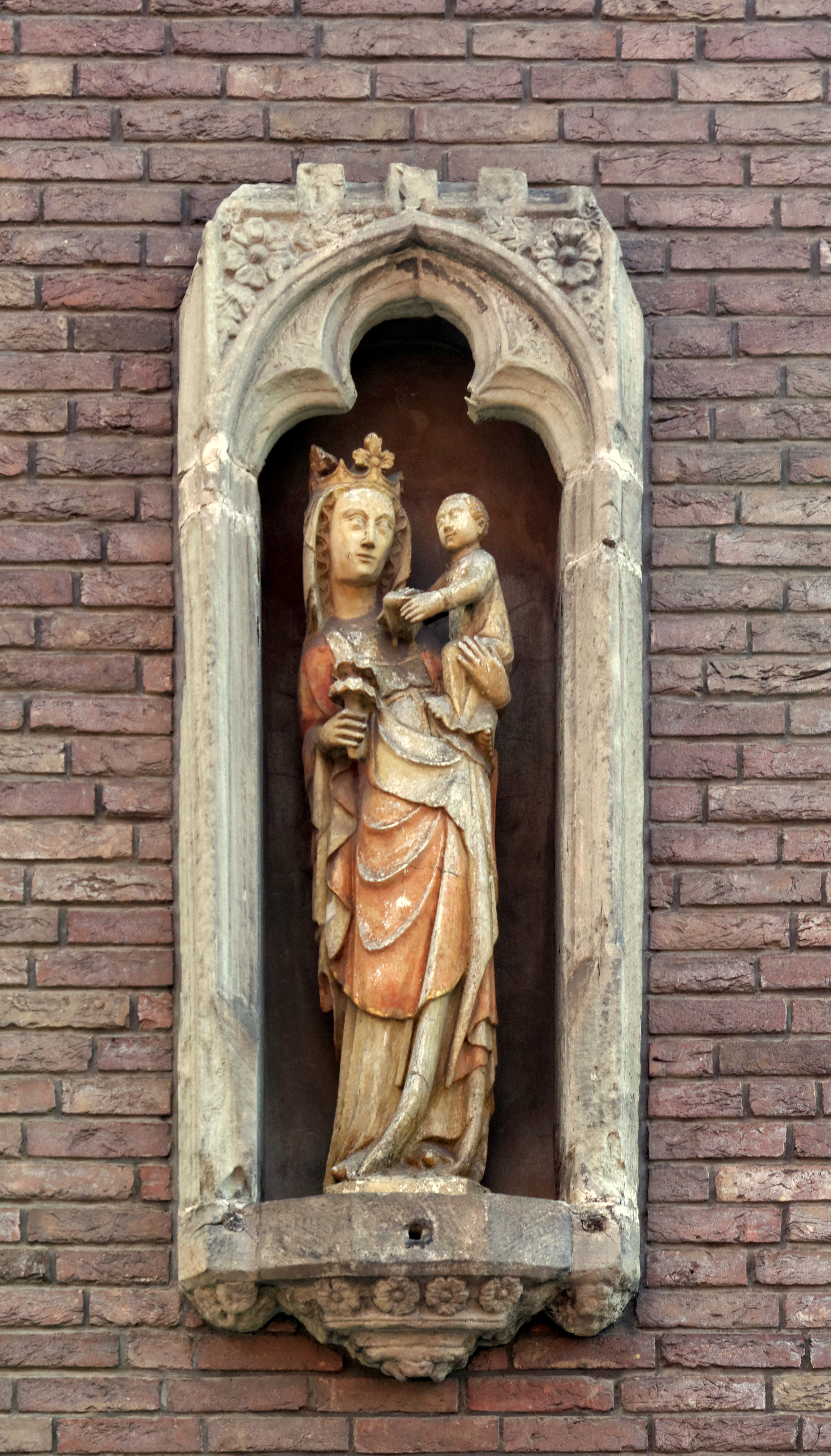
Trier, An der Meerkatz 4, Pfarrheim und Kindergarten Liebfrauen, gotische Skulpturennische mit Dreipassbogen, wohl aus dem 14. Jahrhundert
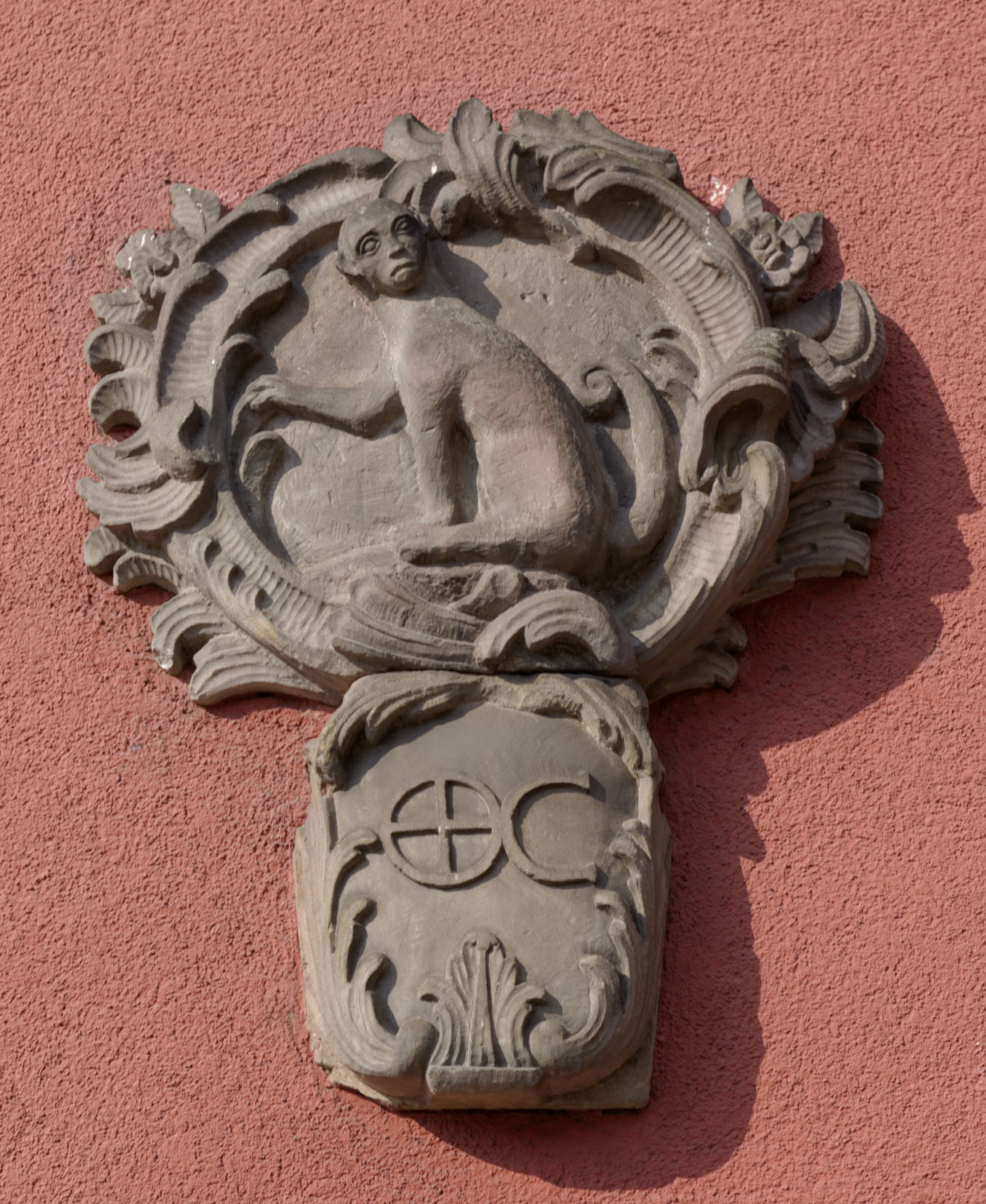
Haus Nummer 3, zwei Barockkartuschen, die obere vom früheren Haus „Zur Meerkatz“